# Pseudepipona aurantiopilosella
Pseudepipona aurantiopilosella är en stekelart som beskrevs av Giordani Soika. Pseudepipona aurantiopilosella ingår i släktet Pseudepipona och familjen Eumenidae. Inga underarter finns listade i Catalogue of Life.